# Vincenzo Demetz
Vinzenz "Vincenzo" Demetz, född 10 september 1911 i St. Christina in Gröden, Sydtyrolen, Österrike-Ungern (nuvarande Italien), död där 24 november 1990, var en italiensk längdåkare som tävlade på 1920-talet och 1930-talet.
Demetz första mästerskap var VM 1927 i italienska Cortina d'Ampezzo där han slutade på en fjärde plats på 50 kilometer. Bättre gick det vid VM 1937 i Chamonix där han blev dubbel bronsmedaljör. Dels som en del av det italienska stafettlaget och dels på 50 kilometer. I och med bronset på 50 kilometer blev Demetz den första italienare att bli medaljör i ett VM i nordisk skidsport.
Han var bror till längdåkaren Matteo Demetz. Hans barnbarn är skidskytten Michela Ponza.